# Agustín Peniche
Agustín Peniche Álvarez (Yucatán; 14 de marzo de 1941) es un exfutbolista mexicano que jugaba como delantero.

## Selección nacional
Jugó su único partido con México el 29 de octubre de 1961, en la ida de la repesca internacional contra Paraguay, que ganó 1-0.

## Palmarés

### Títulos nacionales
| Título               | Equipo | País   | Año     |
| -------------------- | ------ | ------ | ------- |
| Copa México          | Necaxa | México | 1965-66 |
| Campeón de Campeones | Necaxa | México | 1965-66 |